# Ugocsa
Het comitaat Ugocsa (Latijn: comitatus Ugotsensis en in het Hongaars Ugocsa vármegye) is een historisch comitaat in Hongarije. Het bestond tussen de 11e eeuw en 1920 en werd bestuurd vanuit de stad Vynohradiv. Een kwart van het gebied kwam bij Roemenië en ligt tegenwoordig in het district Satu Mare, de overige delen liggen in Oekraïne, in de oblast Transkarpatië. Het gebied behoorde tussen 1938 en 1945 weer tot Hongarije.

## Ligging
Het comitaat grensde in het noorden aan het comitaat Bereg, in het oosten aan het comitaat Máramaros en het zuiden aan het comitaat Szatmár .
Door het gebied stroomt de rivier de Theiss. Het gebied lag aan weerszijden van de rivier.

## Deelgebieden
| Deelgebieden (járások)             | Deelgebieden (járások)                            |
| Deelgebieden                       | Hoofdplaats                                       |
| ---------------------------------- | ------------------------------------------------- |
| Tiszáninnen (Buiten Theiss gebied) | Nagyszőllős, tegenwoordig Виноградів / Vynohradiv |
| Tiszántúl (Binnen Theiss gebied)   | Halmi, tegenwoordig Halmeu                        |

Vynohradiv ligt tegenwoordig in Oekraïne, Halmeu in Roemenië.